# Balthazard Marie Émérigon
Balthazard Marie Émérigon (Aix-en-Provence, 4 dicembre 1716 – Marsiglia, 2 aprile 1784) è stato un giurista francese.

Nouveau commentaire, 1780 (Fondazione Mansutti, Milano).

Secondo di quindici figli, fece gli studi di giurisprudenza all'Università di Aix-en-Provence. Dopo aver iniziato la carriera da avvocato, fu nominato al Parlamento di Provenza, dove decise di dedicarsi alle cause marittime e commerciali, in cui la sua città era spesso interessata insieme alla città di Marsiglia. Nel 1747 fu nominato anche consigliere dell'ammiragliato di Marsiglia, dove continuò la propria vita.
Émerigon studiò in particolare la normativa e i documenti a proposito degli scambi marittimi della Ordonnance de la Marine del 1681, di cui commentò ogni articolo con riferimenti legali dettagliati. Condivise il proprio lavoro con René-Josué Valin, con cui pubblicò nel 1760 il Nouveau commentaire sur l'ordonnance de la marine, du mois d'août 1681. Due decenni più tardi anche Émerigon pubblicò un volume a commento dell'ordinanza, specificando di non pubblicare il proprio nome. La sua fama di giurista è legata soprattutto al Traité des assurances et des contrats à la grosse, che è considerato uno studio dettagliato del materiale raccolto in passato. La prima delle tre edizioni fu edita nel 1783 e tratta il diritto marittimo, con numerosi riferimenti alla dottrina del passato e numerose decisioni giuridiche. L'opera è un fondamentale nella storia dell'assicurazione. Nel libro sono riportate l'ultima legge sulla repressione della tratta degli schiavi del 25 aprile 1827, la descrizione dei commerci dell'America centrale e meridionale, il trattato commerciale tra Francia e Stati Uniti, un vocabolario dei principali termini di marina e un testo di confronto tra i codici francesi in vigore. La diffusione del testo portò a nuove traduzioni in spagnolo, inglese e italiano. La più diffusa fu quella inglese, An essay on maritime loans, edita a Baltimora nel 1811 e ristampata poi a Londra e Boston nel 1850, con una copia anastatica nel 2005.